# Manoir d'Ars-en-Ré
Le manoir d'Ars-en-Ré, dit la demeure de Sénéchal, est situé à Ars-en-Ré en Charente-Maritime.

## Histoire
Les bâtiments et le parc du logis sont inscrits au titre des monuments historiques par arrêté du 18 février 1925.

## Architecture

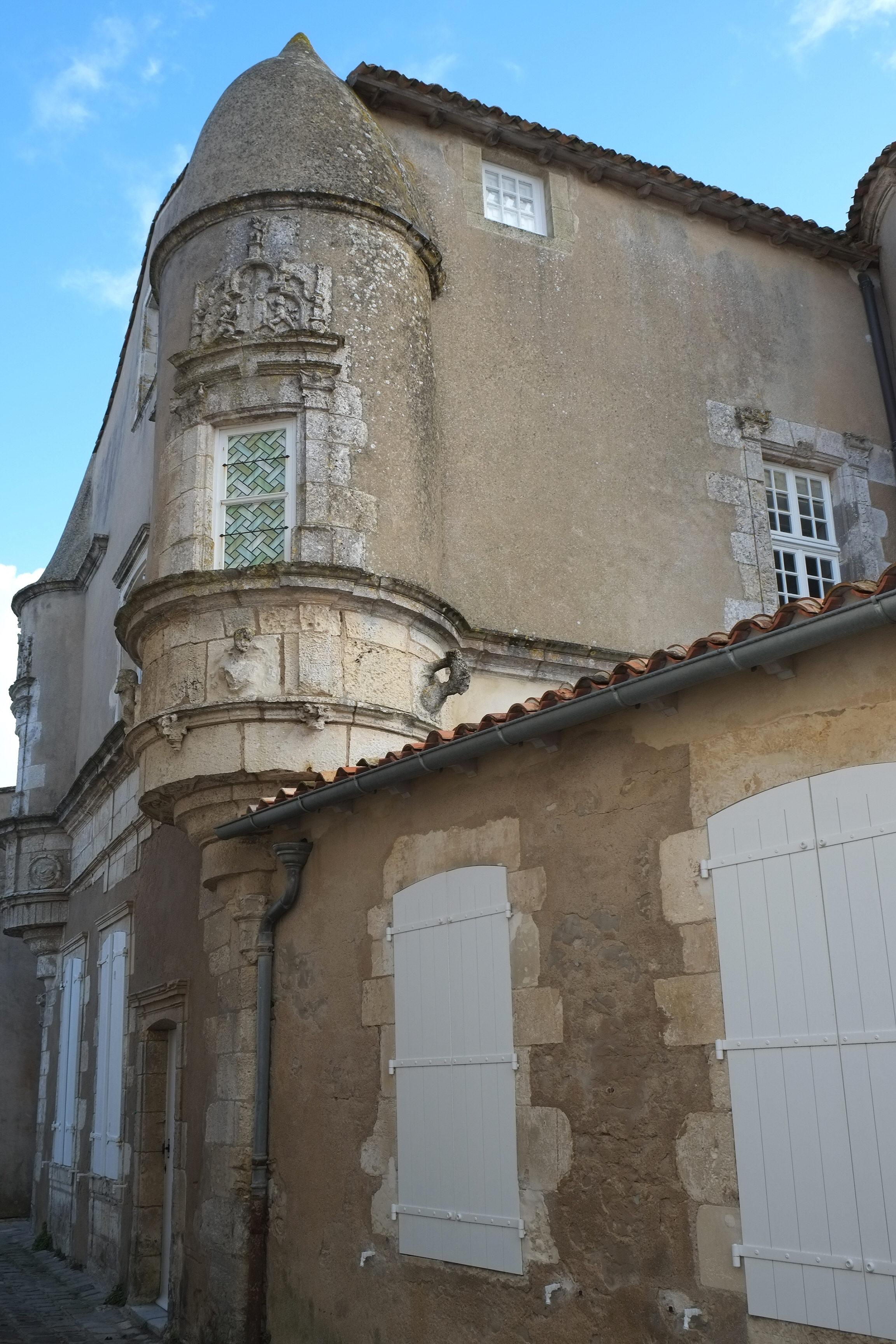